# Smeringurus mesaensis
Espèce
Synonymes
- Paruroctonus mesaensis Stahnke, 1957

Smeringurus mesaensis est une espèce de scorpions de la famille des Vaejovidae.

## Distribution
Cette espèce se rencontre aux États-Unis dans l'Ouest de l'Arizona et dans le Sud de la Californie et au Mexique en Basse-Californie et au Sonora.

## Habitat
Cette espèce se rencontre dans les déserts de Sonora et des Mojaves.

## Description
La femelle holotype mesure 60,68 mm, les mâles mesurent de 60,56 à 64,64 mm et les femelles de 59,79 à 60,86 mm.

## Systématique et taxinomie
Cette espèce a été décrite sous le protonyme Paruroctonus mesaensis par Stahnke en 1957. Elle est placée dans le genre Smeringurus par Stockwell en 1992.

## Étymologie
Son nom d'espèce, composé de mesa et du suffixe latin -ensis, « qui vit dans, qui habite », lui a été donné en référence au lieu de sa découverte, Mesa.

## Publication originale
- Stahnke, 1957 : « A new species of scorpion of the Vejovidae, Paruroctonus mesaensis. » Entomological News, vol. 68, no 10, p. 253-259 (texte intégral).